# Shanghai SH760
O Shanghai SH760 é um automóvel produzido na China de 1964 a 1991, principalmente para funcionários do governo que não são importantes o suficiente para garantir um FAW Hongqi, e como táxi. O projeto foi baseado no Mercedes-Benz 220S (W180) de 1954, com estilo dianteiro e traseiro modificado para se assemelhar a um Packard americano da mesma época, como o modelo Patrician de 1955.
Originalmente construído pela Shanghai City Agricultural Machinery Manufacturing Company, tornou-se STAC (Shanghai Tractor and Automobile Corporation) em abril de 1969. A empresa mudou seu nome para SATIC (Shanghai Automobile and Tractor Industry Corporation) em meados da década de 1980 e tornou-se SAIC em 1990.
Ao contrário da FAW e SAW (agora Dongfeng Motor), controladas por Pequim, a STAC era propriedade direta da cidade de Xangai.

## Desenvolvimento
A linha de montagem da Shanghai Automobile produziu seu primeiro protótipo em 28 de setembro de 1958, chamado Fenghuang (que significa Fênix). Ele era baseado em um FSO Warszawa 1957 e era movido por um motor Nanjing NJ050 de quatro cilindros de 2,1 litros, ele próprio uma cópia do motor do Pobeda M20 soviético. Os modelos Phoenix distinguem-se pelos faróis redondos e aletas na traseira. A frente lembrava os modelos americanos Packard Patrician e Packard Clipper 1955-1956.
Um segundo protótipo do Fenghuang foi produzido em janeiro de 1959, agora com faróis quádruplos. O carro era movido por um V8 de 150 cavalos para uma velocidade máxima de 120 km/h (75 mph), mas outras fontes mencionaram que o motor era o novo Nanjing CN070, um seis em linha de 3,5 litros que produzia cerca de 70 cavalos de potência. O estilo era semelhante ao Plymouth 1958.
O terceiro protótipo foi produzido em novembro de 1959 e voltou a ter faróis duplos. O projeto da grade apresentava dois dragões incorporados a ela, bem como novos ornamentos no capô. Este protótipo provavelmente foi movido por um motor V8.
O protótipo final do Fenghuang foi agora baseado no Mercedes-Benz 220 (W180) em vez do FSO Warszawa, caso contrário o estilo era semelhante ao do primeiro protótipo. No verão de 1959, a versão de produção do Phoenix foi lançada. Muito poucos modelos Phoenix foram produzidos.
Em dezembro de 1964, um Fenghuang modificado mudou seu nome para Shanghai SH760 e estava em plena produção. Apenas cinquenta carros foram construídos em 1964, mas em meados dos anos 1970 a capacidade da fábrica era de 5.000 por ano. O SH760 era movido pelo Jinfeng (Golden Phoenix) 680Q, um motor de seis cilindros em linha de 2,2 litros desenvolvendo 90 cv (67 kW; 91 cv) e acoplado a um câmbio manual de quatro velocidades. Tal como acontece com a base da carroceria, esta era uma cópia da mecânica da Mercedes-Benz dos anos 1950, embora o motor fosse OHV em vez de OHC. A construção foi feita à mão, com métodos antiquados e em pequena escala.
Um visitante de 1985 descreveu o processo como caótico, com muitas partes da carroceria enferrujando antes mesmo de serem pintadas - mas como o metal era muito espesso, isso não era um problema, pois ainda durariam facilmente mais que o motor e a transmissão.

## Variantes

### SH760A
Em 1974, o SH760A foi lançado. Este foi um redesenho completo do SH760 com um design frontal e traseiro mais moderno, substituindo o estilo dos anos 1950 do SH760, embora a seção central ainda fosse baseada no mesmo modelo Mercedes-Benz. O trem de força foi herdado do SH760. O ar condicionado foi desenvolvido e aprovado em 1983, mas não estava disponível até 1988 com o SH760B.
A produção continuou até cerca de 1989, com cerca de 49.000 unidades produzidas.

### SH760B
O desenvolvimento de um substituto do SH760A, o SH760B, foi concluído em 1980, mas o carro e seu novo motor não estavam disponíveis até 1988, após passar nos testes de avaliação em 1987. O SH760B era movido pelo Jinfeng 682Q, uma nova versão ampliada de 2,3 litros do 680Q produzindo 100 cavalos de potência. O modelo é vendido com o SH760A.
Duas versões estavam disponíveis; um era basicamente o SH760A, mas com grade de plástico preta, enquanto o outro apresentava acabamentos, pára-choques, lanternas traseiras (um pouco modificadas), volante, espelhos, rodas e algumas peças de acabamento interno direto do Volkswagen Santana, embora isso estivesse em contradição direta ao contrato de Xangai com a Volkswagen. O SH760B foi produzido até 1989 junto com o SH760A.

### SH760C/D
O SH760 é o protótipo de uma picape de duas portas e o SH760D é o protótipo de uma picape de quatro portas.

### SH7221/SH7231
Em 1989, o sistema de designação automotiva da China mudou e o SH760A e o SH760B foram redesignados como SH7221 e SH7231, respectivamente, mas permaneceram idênticos aos modelos anteriores.
A produção terminou em 25 de novembro de 1991, após uma produção total de 79.526 carros. A produção atingiu o pico em 1984 em cerca de 6.000 unidades.
O SH760 foi usado como base para um conversível de quatro portas, uma picape de três portas de 1991 a 1994 e uma perua de cinco portas. Poucos desses derivados, em sua maioria feitos à mão, foram produzidos.

### Substituições propostas
Um substituto para o SH760 foi proposto já em 1966 com o SH763, seguido pelo SH762 em 1967. Ambos os modelos usavam o mesmo motor do SH760. Em 1974, o SH771 foi desenvolvido como outro possível substituto para o SH760.
O SH771 foi baseado em um Mercedes-Benz Classe S (W116) de 1972 com estilos frontais e traseiros diferentes, embora a traseira se assemelhasse ao W116.
Ao contrário do SH760, o SH771 usou o V8 de 5,6 litros do Hongqi Red Flag CA770. Nunca produzidos, apenas 30 SH771 foram construídos e usados para testes até 1978. Pequim não aprovou a produção em larga escala do SH771.
Um terceiro substituto potencial do SH760, o SH761, foi desenvolvido na década de 1980 como um carro de desfile conversível.